# Walter Weiss (Autor)

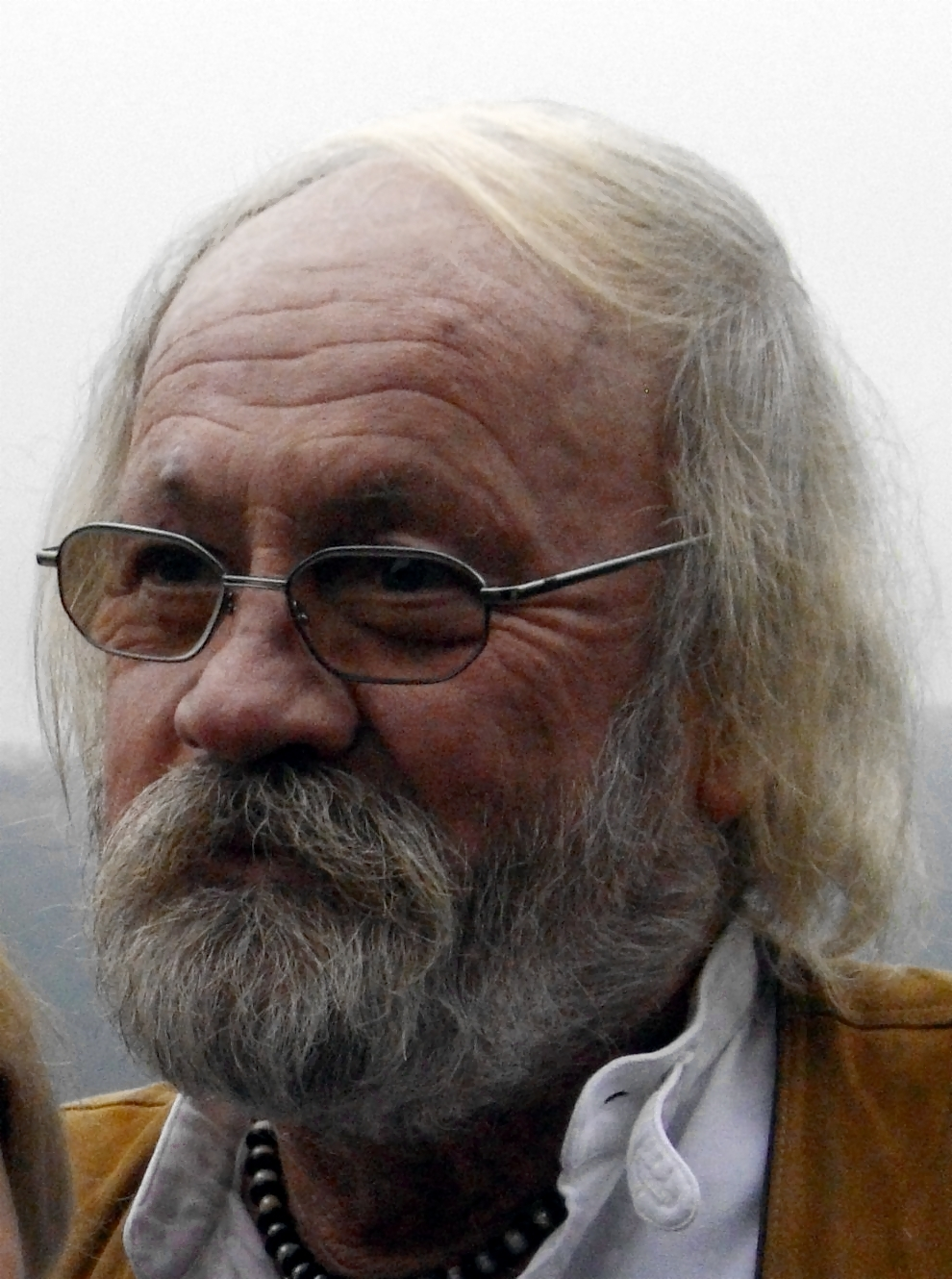
Walter Weiss (2012)

Walter Weiss (* 27. November 1942 in Wien) ist ein österreichischer Philosoph, Geograph, Pädagoge, Verleger und Buchautor für Sachbücher und Belletristik.

## Leben
Walter Weiss besuchte in Floridsdorf die Volksschule und das Gymnasium, wo er 1960 maturierte. Er studierte Philosophie, Psychologie, Pädagogik und Geographie in Wien. 1968 promovierte er zum Doktor der Philosophie an der Universität Wien. 1972 erlangte er den Magister der Naturwissenschaften, ebenfalls an der Universität Wien. Nach jahrelanger Tätigkeit als freier Schriftsteller und Weltreisender ergriff er 1973 den Lehrberuf an einem Wiener Gymnasium, wo er 28 Jahre lang die Fächer Geographie und Wirtschaftskunde, Psychologie und Philosophie unterrichtete. Nebenbei war er rund 40 Jahre lang als Erwachsenenbildner tätig, vor allem an der Wiener Urania, wo er vor allem Vorlesungen über Philosophie hielt. Später unterrichtete er fünf Jahre lang als erster Lehrbeauftragter für Philosophie an der Technischen Universität Wien „Philosophie der Technik“. Seit 2010 trägt er den Berufstitel Professor.
Als Philosoph fühlt er sich dem konstruktivistischen, atheistischen und monistischen Denken verpflichtet. Weiss ist Mitglied der österreichischen Schriftsteller- und Verlegerverbände sowie des internationalen P.E.N.-Clubs. 1991 hat er den Verlag Edition Va Bene gegründet.

## Auszeichnungen/Preise
- Theodor-Körner-Preis
- 1971 Jugendbuchpreis der Stadt Wien
- 1971 Österreichischer Staatspreis für Kinder- und Jugendliteratur 1971.
- 1973 Österreichischen Jugendbuch- und Sachbuchpreis 1973.
- 1973 Jugendbuchpreis der Stadt Wien
- 1976 Österreichischer Kinder- und Jugendbuch
- 1976  Jugendbuchpreis der Stadt Wien
- 1978 Jugendbuchpreis der Stadt Wien
- Theodor Körner Stiftungspreis

## Veröffentlichungen
Weiss hat bislang ca. 80 Bücher veröffentlicht. Zu Beginn verfasste er Jugendbücher, von denen einige mit Literaturpreisen ausgezeichnet wurden. Als freier Mitarbeiter des Österreichischen Rundfunks (ORF) und teilweise in dessen Auftrag produzierte er Fernsehfilme und Rundfunksendungen über die von ihm bereisten Länder. Parallel dazu entstanden Sachbücher und Bildbände mit eigenen Fotos. Es folgten politische, ökonomisch ausgerichtete und religionskritische Titel. Aus seiner Tätigkeit als Gymnasiallehrer entstanden psychologische und philosophische Arbeiten. Außerdem publiziert er in den „Wissenschaftlichen Nachrichten“ (erscheinen zweimal jährlich) des Bundesministeriums für Unterricht, Kunst und Kultur (natur)philosophische Fachartikel und in diversen Medien Analysen über die Finanzwirtschaft. Weiterhin ist er als Autor naturphilosophischer Aufsätze an die Öffentlichkeit getreten. Weiss schreibt auch gelegentlich für die linkskatholische Zeitschrift Kirche In und für das deutsche Magazin „zeitgeist“ und seine Online-Ausgabe „zeitgeist online“.
Werke:
- Afrika – Sehnsucht Europas. Verlag A. Schendl, Wien 1967, OCLC 164441946.
- Der Tod der Tupilaks – ein Grönlandbuch. Jugend & Volk, Wien 1973, ISBN 3-7141-1444-0.
- Die Erste und die Dritte Welt – Das Elend der armen Länder. Jugend & Volk, Wien 1974, ISBN 3-7141-7430-3.
- Die Rache der Kachinas – ein Indianerbuch. Jugend & Volk, Wien 1977, ISBN 3-7141-1510-2.
- Drachenboote westwärts. Ueberreuter, Wien 1978, ISBN 3-8000-2178-1.
- Was ist nur los? Ein Ratgeber für Söhne. Breitschopf, Wien 1988, ISBN 3-7004-1163-4.
- Die letzten Paradiese Österreichs. 3 Bände. Edition S, Wien 1992, 1988, ISBN 3-7046-0097-0, ISBN 3-7046-0117-1 und ISBN 3-7046-0281-7.
- Fremde im Land. hpt-Verlag, Wien 1991, ISBN 3-85128-053-9.
- mit Eva Mitterbauer: Hilfe – mein Kind ist sektenhörig. Edition S, Wien 1991, ISBN 3-7046-0236-1.
- Masada – Kampf bis zum Untergang. Edition va bene, Wien 1991, ISBN 3-85167-000-0.
- Tatort Schule – eine Bestandsaufnahme. Orac, Wien/ München/ Zürich 1992, ISBN 3-7015-0266-8.
- Wien – Wanderungen durch die Natur- und Landschaftsschutzgebiete im Umkreis der Bundeshauptstadt. Edition S, Wien 1992, ISBN 3-7046-0290-6.
- Ägypten. C. J. Bucher, München/ Luzern 1993, ISBN 3-7658-0816-4.
- als Max von der Wien (Pseudonym): Seitensprünge oder Die Ferkel. Edition va bene, Wien-Klosterneuburg 1993, ISBN 3-85167-002-7.
- mit Markus Weiss: Kinder als Waffe – von Scheidungswaisen und anderen Opfern. Edition va bene, Wien-Klosterneuburg 2002, ISBN 3-85167-127-9.
- mit Erwin Kohaut: Universum und Bewusstsein. Edition va bene, Wien-Klosterneuburg 2004, ISBN 3-85167-147-3.
- mit Robert Hofstetter: Gott. Wozu. Edition va bene, Wien-Klosterneuburg 2008, ISBN 978-3-85167-211-4.
- mit Karl Edlinger: (Un)intelligent Design. Edition va bene, Wien-Klosterneuburg 2010, ISBN 978-3-85167-242-8.
- Wie Kinder unter der Scheidung leiden. Edition va bene, Wien-Klosterneuburg 2011, ISBN 978-3-85167-249-7.
- mit Robert Hofstetter: Nachgedacht – Philosophie, eine Einführung. Edition va bene, Wien-Klosterneuburg 2013, ISBN 978-3-85167-275-6.
- Religion ist unheilbar. Edition va bene, Wien-Klosterneuburg 2014, ISBN 978-3-85167-283-1.